# Palazzo Graziosi Manetti

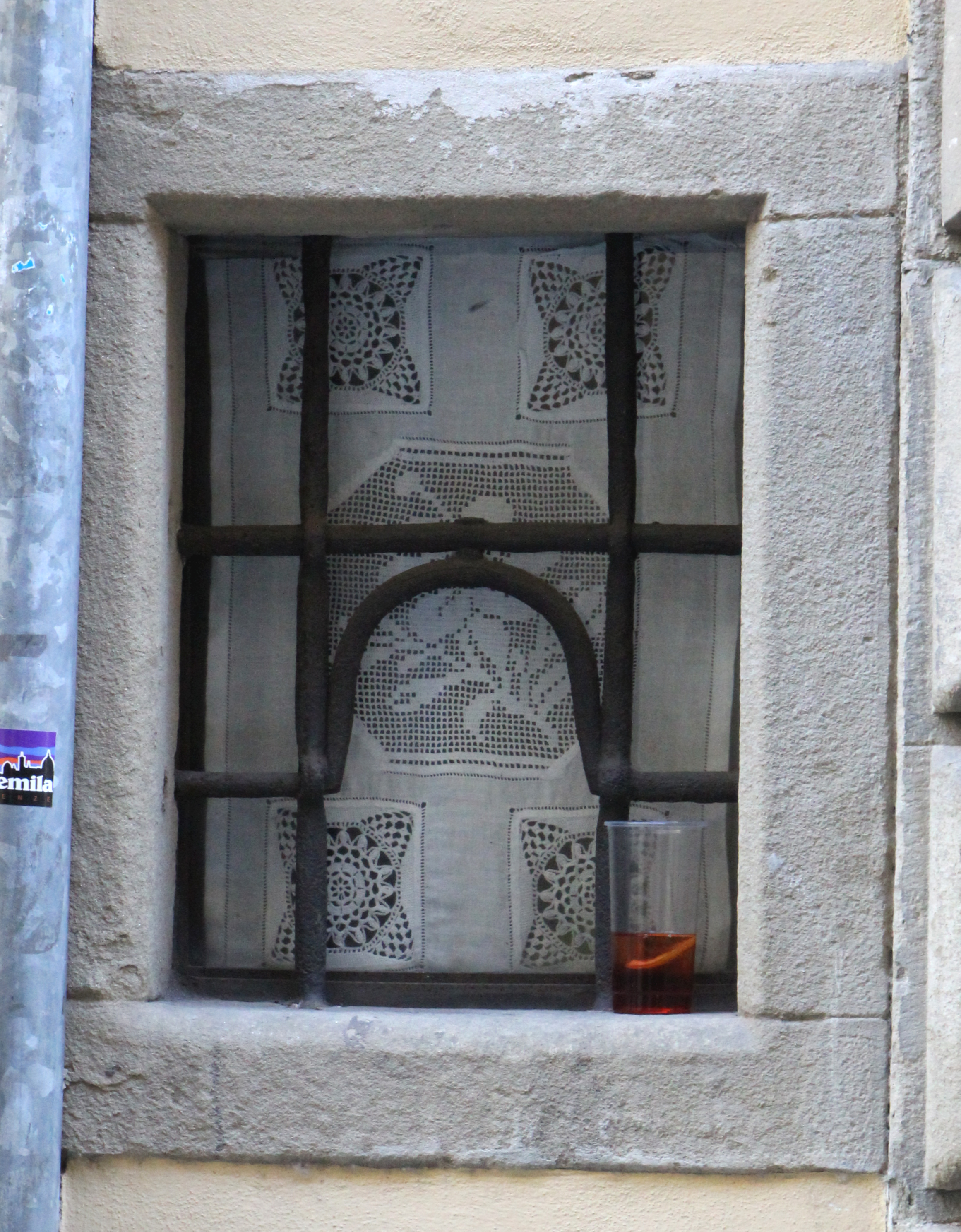
Buchetta del vino atipica

Palazzo Manetti  è un edificio storico del centro di Firenze, zona Oltrarno, situato in via Santo Spirito 27. Il palazzo appare nell'elenco redatto nel 1901 dalla Direzione Generale delle Antichità e Belle Arti, quale edificio monumentale da considerare patrimonio artistico nazionale, ed è tutelato da vincolo architettonico dal 1933.

## Storia e descrizione
Questo edificio è di pertinenza del palazzo Manetti al quale si affianca e, come il palazzo, risulta affittata dal diplomatico Horace Mann nei lunghi anni della sua permanenza fiorentina, ad ospitare gli altri membri della delegazione inglese. Ginori Lisci lo definisce 'palazzotto'. Così Mazzino Fossi, che lo indica come palazzo Graziosi: "la costruzione risale forse al XIV secolo con rifacimenti e modifiche nei secoli XV e XVI. Nel 1913 fu ingrandita la porta sulla destra che era già falsa". 
Attualmente il prospetto si mostra su tre piani per quattro assi, con la parte basamentale segnata da varie bucature poste asimmetricamente, e le finestre del piano nobile incorniciate da bugne di notevole rilievo e allineate su una cornice marcadavanzale sempre di notevole aggetto. Il portale è centinato incorniciato da bugne sporgenti dai giunti convergenti. Ai lati di esso si notano i segno di un "rifugio" secondo la segnaletica dell'UNPA durante la seconda guerra mondiale e una finestrella con una grata che ha un foro allargato per fa passere i fischi di vino che vi si dovevano vendere direttamente dai possedimenti della famiglia: si tratta in tutto e per tutto di una buchetta del vino. 
Dopo un lungo androne voltato a botte si accede a un cortile rinascimentale, dove i portici sono stati tamponati e ospitano oggi una bottega d'antiquario. 

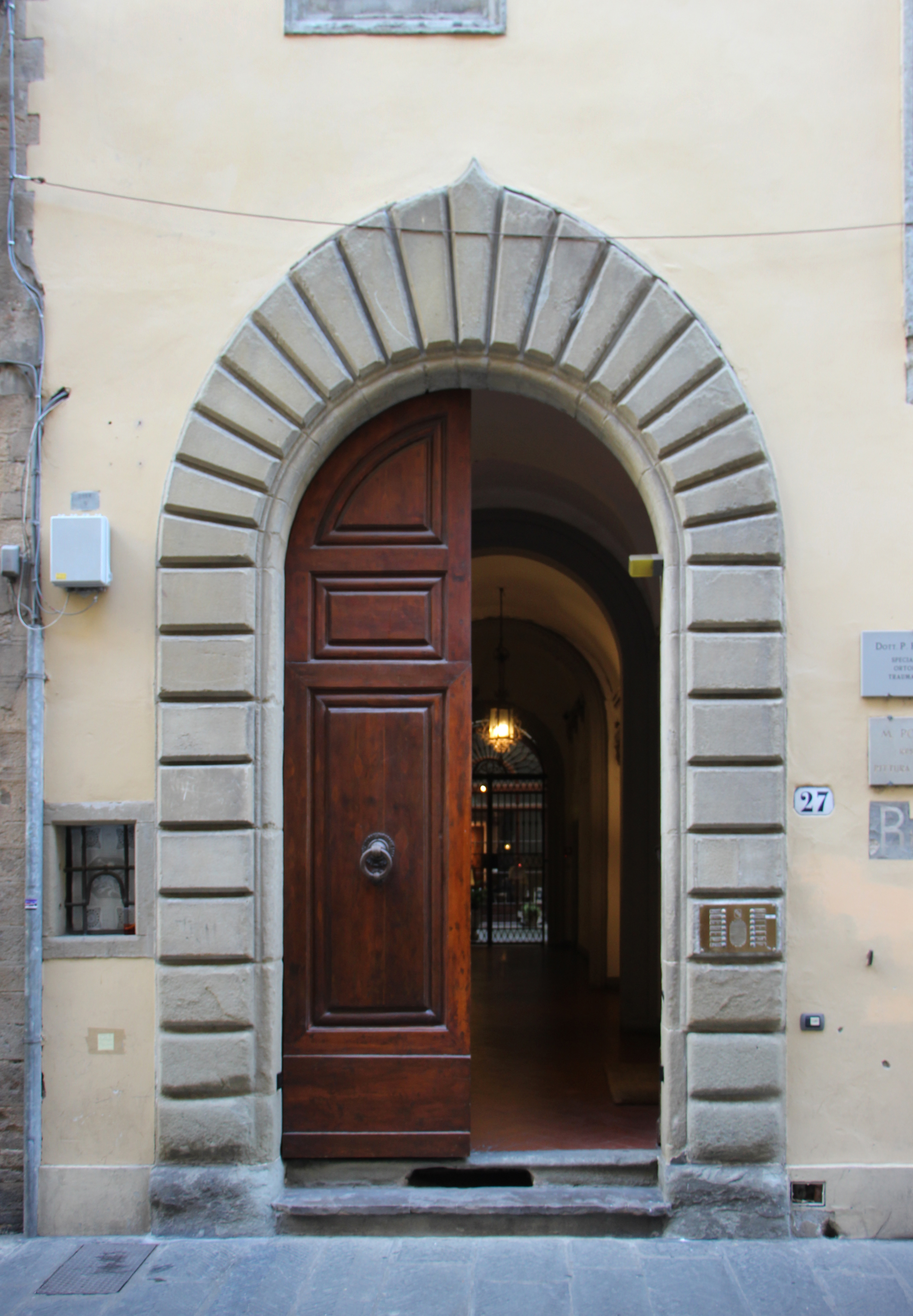
Portale principale
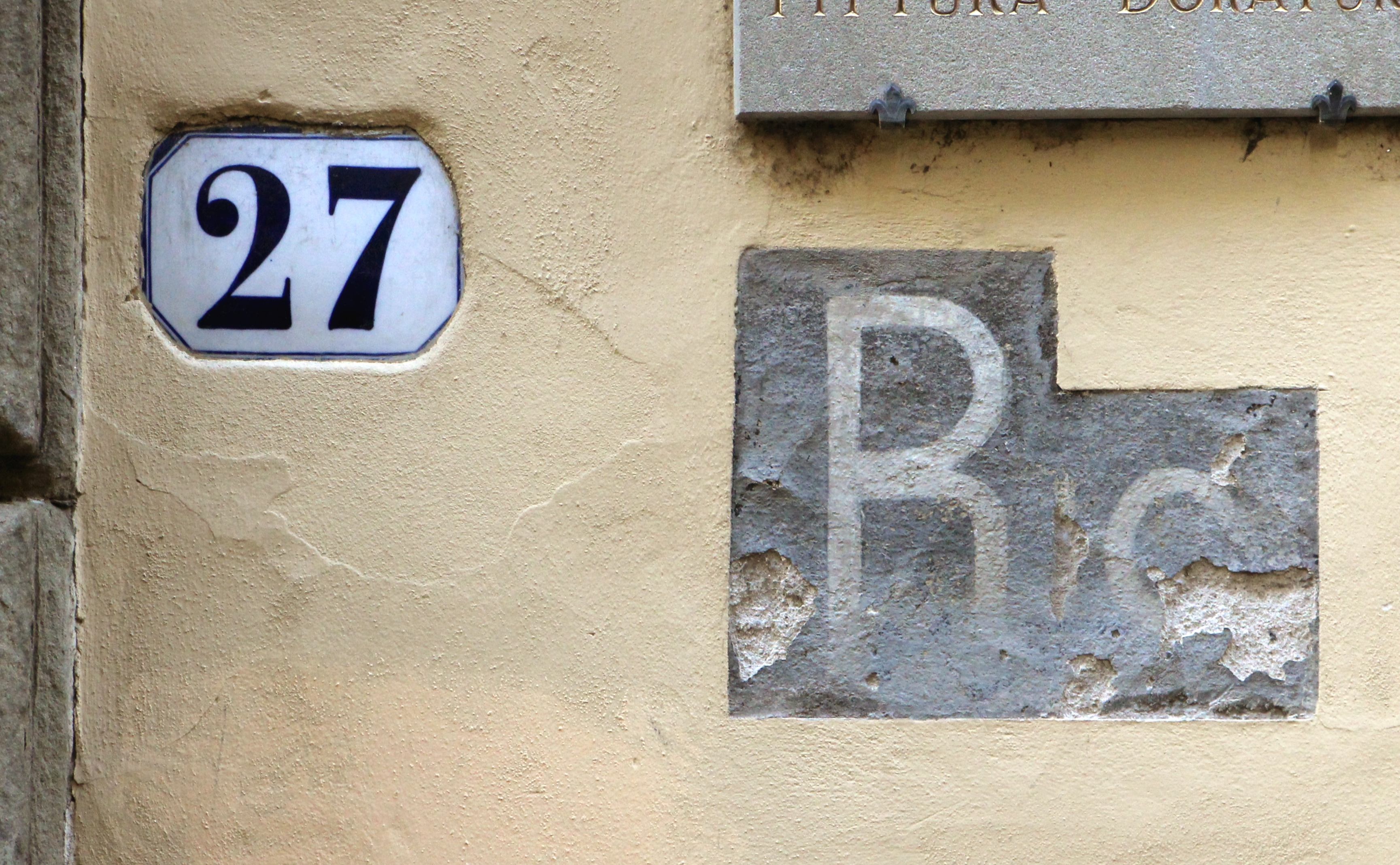
Segnaletica dell'UNPA
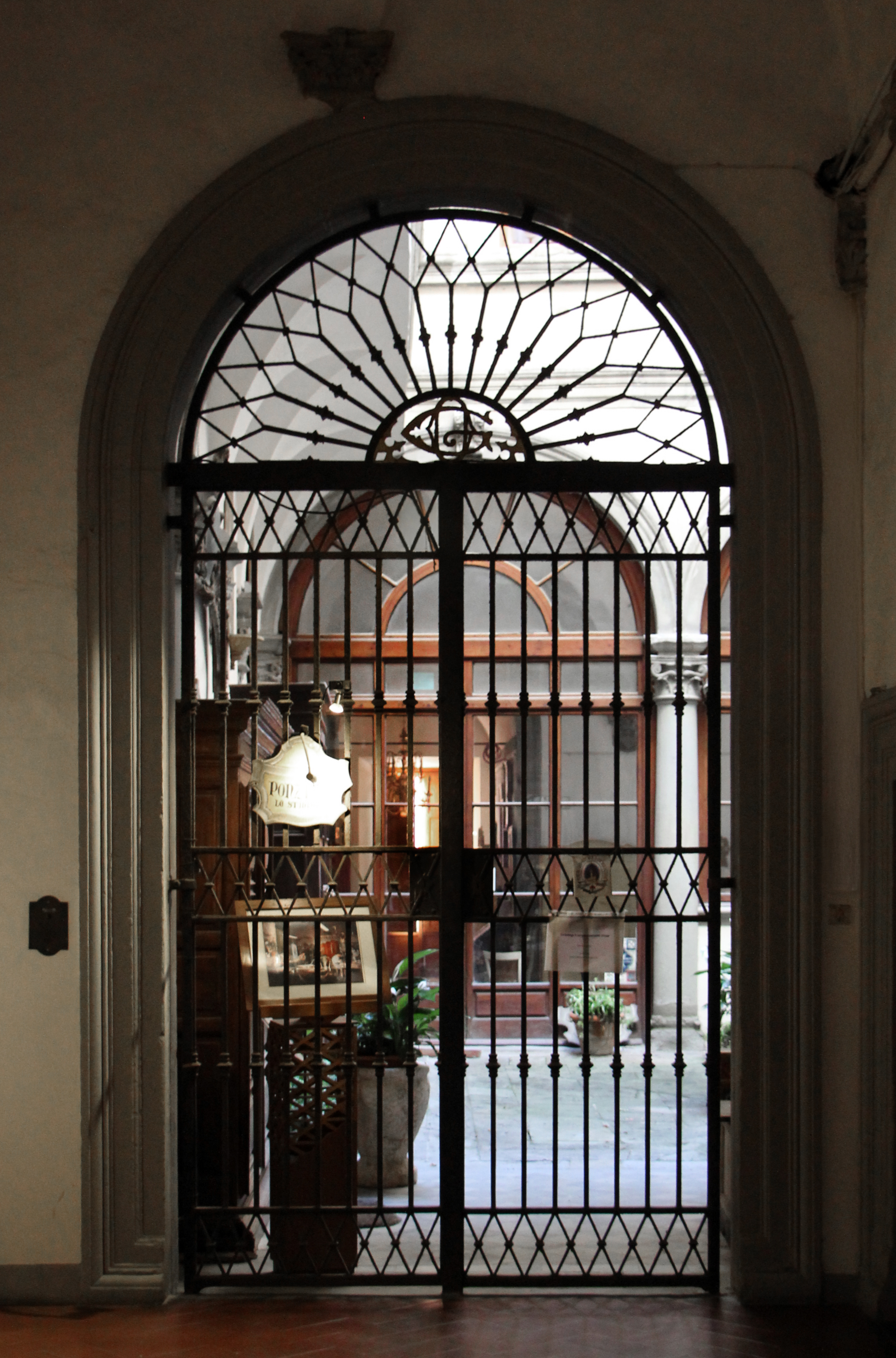
Cancellata dell'androne
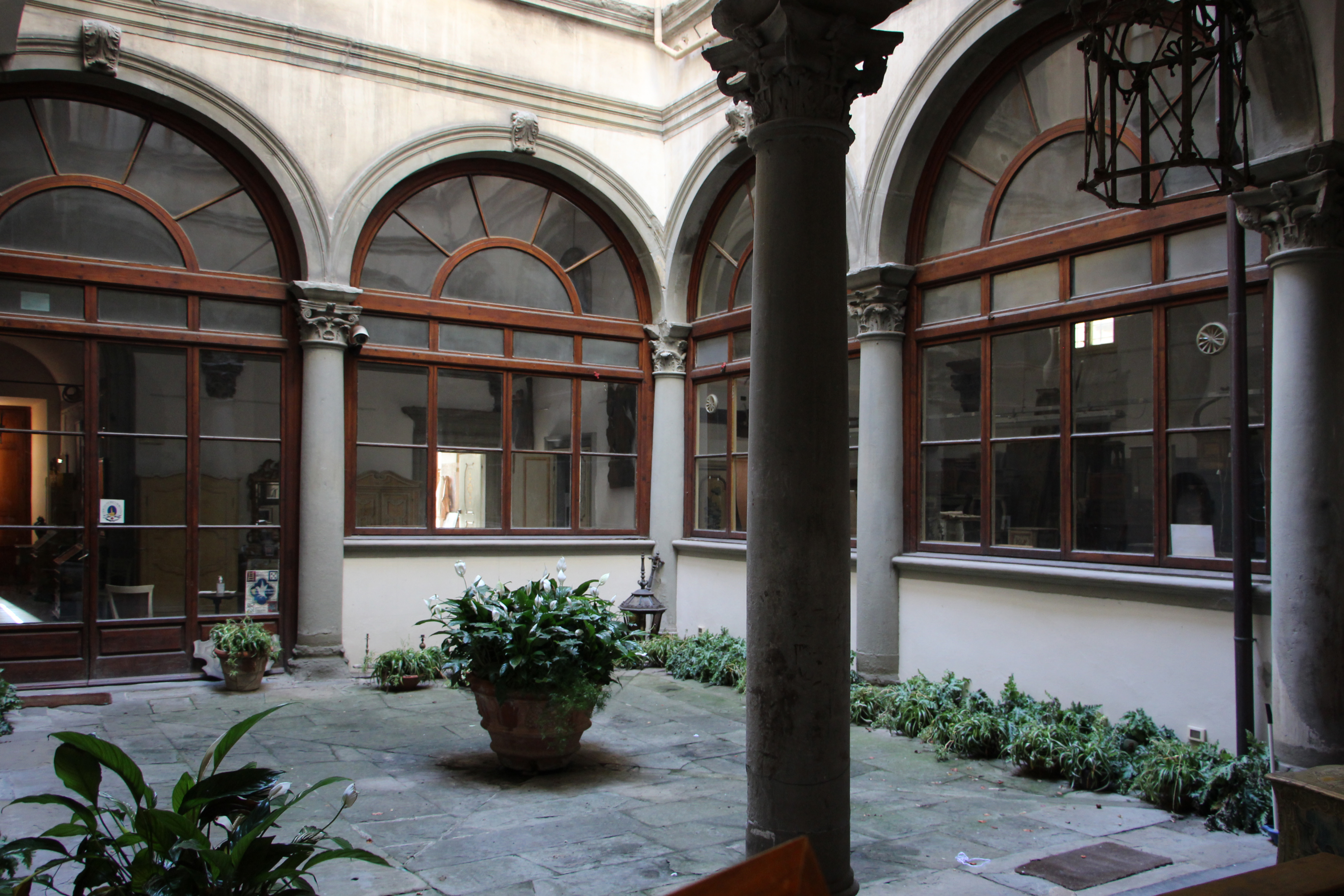
Il cortile
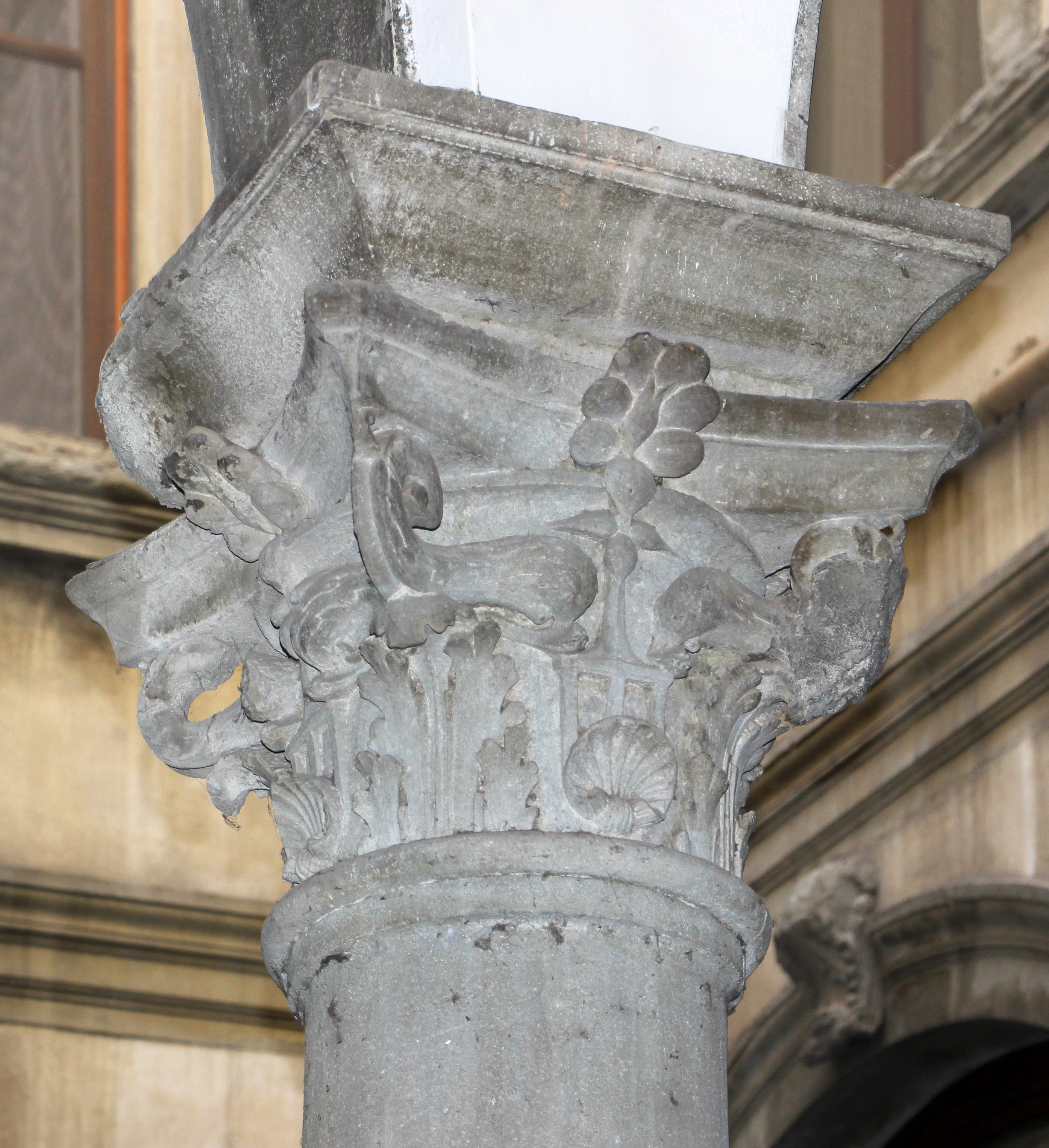
Capitello con tridente e delfini